# My Pieces
『My Pieces』（マイ・ピーシーズ）は、原田知世の16作目のオリジナル・アルバム。2002年11月20日にフォーライフミュージックエンタテイメントからリリースされた。

## 概要
原田のデビュー20周年を記念して発表された『a day of my life』以来、約3年ぶりとなるオリジナル・アルバム。アンプラグドでナチュラルな生音をベースに、カントリー・ジャズ、ピアノ・バラードなど、バリエーションに富んだ楽曲が収録されている。プロデューサーには羽毛田丈史を迎えて制作された。
シングル曲「空と糸 -talking on air-」（Edit Version）を除き、全作詞を原田自身が手掛けた。
ブックレットの中に描かれた絵は、イラストレーターの北村範史が手掛けている。

### チャート成績
オリコンチャートの登場週数は4週、チャート最高順位は週間80位、トータル0.9万枚のセールスを記録した。

## 収録曲

### CD
| 全作詞: 原田知世（M-3を除く。M-3: LINDA HENNRICK）、全編曲: 羽毛田丈史（M-3を除く。M-3: 鈴木慶一）。 |                                           |                                             |                          |      |
| # | タイトル                                  | 作詞                                        | 作曲                     | 時間 |
| 1.                                                                                                   | 「Let's fly away」                        | 原田知世（M-3を除く。M-3: LINDA HENNRICK ） | TANATONOTE               | 4:34 |
| 2.                                                                                                   | 「As I like」                             | 原田知世（M-3を除く。M-3: LINDA HENNRICK ） | marykate o'neil          | 3:46 |
| 3.                                                                                                   | 「空と糸 -talking on air-」(Edit Version) | 原田知世（M-3を除く。M-3: LINDA HENNRICK ） | 鈴木慶一                 | 4:54 |
| 4.                                                                                                   | 「Tell me why」                           | 原田知世（M-3を除く。M-3: LINDA HENNRICK ） | T. Briksson, M. Eriksson | 3:59 |
| 5.                                                                                                   | 「A Summers Story」                       | 原田知世（M-3を除く。M-3: LINDA HENNRICK ） | 羽毛田丈史               | 3:19 |
| 6.                                                                                                   | 「Lullaby」                               | 原田知世（M-3を除く。M-3: LINDA HENNRICK ） | 羽毛田丈史               | 4:44 |
| 7.                                                                                                   | 「砂の旅人」                              | 原田知世（M-3を除く。M-3: LINDA HENNRICK ） | 羽毛田丈史               | 4:15 |
| 8.                                                                                                   | 「Ready to leave?」                       | 原田知世（M-3を除く。M-3: LINDA HENNRICK ） | A. Sandlund              | 4:23 |
| 9.                                                                                                   | 「LOVE-HOLIC」                            | 原田知世（M-3を除く。M-3: LINDA HENNRICK ） | marykate o'neil          | 4:46 |
| 10.                                                                                                  | 「Sigh of Snow」                          | 原田知世（M-3を除く。M-3: LINDA HENNRICK ） | 羽毛田丈史、原田知世     | 4:13 |
| 11.                                                                                                  | 「恋の法則」                              | 原田知世（M-3を除く。M-3: LINDA HENNRICK ） | TANATONOTE               | 3:06 |
| 12.                                                                                                  | 「Angels song」                           | 原田知世（M-3を除く。M-3: LINDA HENNRICK ） | 原田知世                 | 2:58 |
| 合計時間:                                                                                            | 合計時間:                                 | 合計時間:                                   | 49:36                    |      |

### 備考
1. Let's fly away
2. As I like
  - 作曲：marykate o'neil
  - テレビ朝日系「うるおい宣言!」エンディングテーマ[5]。
3. 空と糸 -talking on air-（Edit Version）
  - NTT DoCoMo ″ケータイ家族物語″ CMソング。
4. Tell me why
5. A Summers Story
6. Lullaby
7. 砂の旅人
8. Ready to leave?
9. LOVE-HOLIC
10. Sigh of Snow
  - 原田自身が羽毛田丈史との共作で作曲に携わっている。
11. 恋の法則
12. Angels song
  - 原田自身が作曲を手掛けている。